# Latirus nassoides
Latirus nassoides là một loài ốc biển, là động vật thân mềm chân bụng sống ở biển trong họ Fasciolariidae.